# Водзицкий, Людвик
Людвик Водзицкий (пол. Ludwik Wodzicki, 19 августа 1834, Краков — 11 августа 1894, Остенде) — польский и австро-венгерский общественный деятель, консервативный политик, имперский тайный советник, член Рейхсрата (парламента) Австро-Венгерской монархии (Цислейтании) (1867—1877), посол (депутат) (1865—1894) и председатель Галицкого краевого сейма (1877—1880). Публицист. Граф.

## Биография
Представитель графского рода Водзицкие. Сын графа Александра Водзицкого (1810—1853), участника ноябрьского восстания 1830 года. Крупный галицийский помещик. Ему принадлежал Тычин близ Жешува.
Обучался в университетах Кракова, Парижа и Вены. Со студенческих лет участвовал в деятельности польских патриотических кругов. С 1860 года поддерживал связь с консервативной верхушкой польской эмиграции и политическим штабом и культурным центром польской эмигрантской диаспоры во Франции во главе с Адамом Ежи Чарторыйским (Отель Ламбер).
В 1863 году — участник январского польского восстания. После подавления мятежа, преследуемый австрийскими властями, эмигрировал в Англию. Через год вернулся на родину.
был избран депутатом. В 1867—1877 годах — член Рейхсрата в Вене. В декабре 1877 года император назначил его пожизненным членом Палаты господ парламента.
В 1877 году Л. Водзицкий был назначен спикером Галицкого краевого сейма, на этом посту он служил до декабря 1880 года.
После стал генерал-губернатором вновь созданного Коронного банка Landesbank.
Сторонник сотрудничества с Австрией и противник дальнейшей вооруженной борьбы за независимость Польши.
Автор ряда политико-публицистических статей, опубликованных в 1869 году в ежемесячнике «Przegląd Polski» под псевдонимом Teka Stańczyka.
Умер в поезде в Остенде во время поездки в Париж. Похоронен в Тычине.